# Fehlerfunktion

Graph der Fehlerfunktion

Als Fehlerfunktion oder Gaußsche Fehlerfunktion bezeichnet man in der Theorie der speziellen Funktionen die durch das Integral
{\displaystyle \operatorname {erf} (x)={\frac {2}{\sqrt {\pi }}}\int _{0}^{x}e^{-t^{2}}\,\mathrm {d} t}
definierte Funktion. Damit ist die Fehlerfunktion eine Stammfunktion von {\displaystyle {\tfrac {2}{\sqrt {\pi }}}e^{-t^{2}}}, und zwar die einzige ungerade (gerade Funktionen mit Stammfunktion besitzen genau eine ungerade solche).
Für ein reelles Argument {\displaystyle x} ist {\displaystyle \operatorname {erf} } eine reellwertige Funktion; zur Verallgemeinerung auf komplexe Argumente siehe unten.
Die Fehlerfunktion ist eine Sigmoidfunktion, findet Anwendung in der Statistik und in der Theorie der partiellen Differentialgleichungen und hängt eng mit dem Fehlerintegral zusammen.

## Bezeichnungen
Die Bezeichnung {\displaystyle {\textrm {erf}}(x)} kommt von error function.

### Komplementäre Fehlerfunktion
Die komplementäre (bzw. konjugierte) Fehlerfunktion {\displaystyle \operatorname {erfc} (x)} ist gegeben durch:
{\displaystyle \operatorname {erfc} (x)=1-\operatorname {erf} (x)={\frac {2}{\sqrt {\pi }}}\int _{x}^{\infty }e^{-t^{2}}\,\mathrm {d} t}

### Verallgemeinerte Fehlerfunktion
Die verallgemeinerte Fehlerfunktion {\displaystyle \operatorname {erf} (a,b)} wird durch das Integral
{\displaystyle \operatorname {erf} (a,b)={\frac {2}{\sqrt {\pi }}}\int _{a}^{b}e^{-t^{2}}\,\mathrm {d} t}
definiert.

## Eigenschaften
Es gilt:
{\displaystyle \operatorname {erf} (a,b)=\operatorname {erf} (b)-\operatorname {erf} (a)}
Die Fehlerfunktion ist ungerade:
{\displaystyle \operatorname {erf} (-x)=-\operatorname {erf} (x)}
Das uneigentliche Integral von {\displaystyle -\infty } bis {\displaystyle +\infty } ist
{\displaystyle {\frac {2}{\sqrt {\pi }}}\int _{-\infty }^{+\infty }e^{-t^{2}}\,\mathrm {d} t=2}
Außerdem gilt:
{\displaystyle \operatorname {erf} (x)^{2}={\frac {4}{\pi }}\int _{0}^{1}{\frac {1-\exp[-x^{2}(y^{2}+1)]}{y^{2}+1}}\mathrm {d} y}

## Verwendung

### Verwandtschaft mit der Normalverteilung
Die Fehlerfunktion hat eine gewisse Ähnlichkeit mit der Verteilungsfunktion der Normalverteilung. Sie hat jedoch eine Zielmenge von {\displaystyle (-1,1)}, während eine Verteilungsfunktion zwingend Werte aus dem Bereich {\displaystyle [0,1]} annehmen muss.
Es gilt für die Standardnormalverteilung
{\displaystyle \Phi (x)={\frac {1}{2}}\left(1+\operatorname {erf} \left({\frac {x}{\sqrt {2}}}\right)\right)}
bzw. für die Verteilungsfunktion {\displaystyle F} einer beliebigen Normalverteilung mit Standardabweichung {\displaystyle \sigma } und Erwartungswert {\displaystyle \mu }
{\displaystyle F(x)={\frac {1}{2}}\left(1+\operatorname {erf} \left({\frac {x-\mu }{\sigma {\sqrt {2}}}}\right)\right).}
Falls die Abweichungen der einzelnen Ergebnisse einer Messreihe vom gemeinsamen Mittelwert durch eine Normalverteilung mit Standardabweichung {\displaystyle \sigma } und Erwartungswert 0 beschrieben werden können, dann ist {\displaystyle \textstyle \operatorname {erf} \left({\frac {a}{\sigma {\sqrt {2}}}}\right)} die Wahrscheinlichkeit, mit der der Messfehler einer einzelnen Messung zwischen {\displaystyle -a} und {\displaystyle +a} liegt (für positives {\displaystyle a}).
Die Fehlerfunktion kann verwendet werden, um mit Hilfe der Inversionsmethode normalverteilte Pseudozufallszahlen zu generieren.

### Wärmeleitungsgleichung
Die Fehlerfunktion und die komplementäre Fehlerfunktion kommen beispielsweise in Lösungen der Wärmeleitungsgleichung vor, wenn Randwertbedingungen durch die Heaviside-Funktion vorgegeben sind.

## Numerische Berechnung
Die Fehlerfunktion ist wie die Verteilungsfunktion der Normalverteilung nicht durch eine geschlossene Funktion darstellbar und muss numerisch bestimmt werden.
Für kleine reelle Werte erfolgt die Berechnung mit der Reihenentwicklung
{\displaystyle \operatorname {erf} (x)={\frac {2}{\sqrt {\pi }}}\sum _{n=0}^{\infty }{\frac {(-1)^{n}x^{2n+1}}{(2n+1)n!}}={\frac {2}{\sqrt {\pi }}}\left(x-{\frac {x^{3}}{3}}+{\frac {x^{5}}{10}}-{\frac {x^{7}}{42}}+{\frac {x^{9}}{216}}-\dotsb \right),}
für große reelle Werte mit der Kettenbruchentwicklung
{\displaystyle \operatorname {erf} (x)=1-{\frac {1}{\sqrt {\pi }}}\cdot {\frac {e^{-x^{2}}}{x+{\frac {1}{2x+{\frac {2}{x+{\frac {3}{2x+{\frac {4}{x+\dotsb }}}}}}}}}}.}
Für den kompletten Wertebereich gibt es folgende Approximation mit einem maximalen Fehler von {\displaystyle 1{,}2\cdot 10^{-7}}:
{\displaystyle \operatorname {erf} (x)\approx {\begin{cases}1-\tau (x){\text{,}}&{\text{falls }}x\geq 0{\text{,}}\\\tau (-x)-1&{\text{sonst,}}\end{cases}}}
mit
{\displaystyle {\begin{array}{rcl}\tau (x)&=&t\cdot \exp {\bigl (}-x^{2}-1{,}26551223+1{,}00002368\cdot t+0{,}37409196\cdot t^{2}+0{,}09678418\cdot t^{3}\\&&\qquad -0{,}18628806\cdot t^{4}+0{,}27886807\cdot t^{5}-1{,}13520398\cdot t^{6}+1{,}48851587\cdot t^{7}\\&&\qquad -0{,}82215223\cdot t^{8}+0{,}17087277\cdot t^{9}{\bigr )}\end{array}}}
und
{\displaystyle t={\frac {1}{1+0{,}5\,|x|}}.}
Eine für alle reellen Werte von {\displaystyle x} schnell konvergierende Entwicklung erhält man unter Verwendung des Theorems von Heinrich H. Bürmann:
{\displaystyle {\begin{aligned}\operatorname {erf} (x)&={\frac {2}{\sqrt {\pi }}}\operatorname {sgn}(x){\sqrt {1-e^{-x^{2}}}}\left(1-{\frac {1}{12}}\left(1-e^{-x^{2}}\right)-{\frac {7}{480}}\left(1-e^{-x^{2}}\right)^{2}-{\frac {5}{896}}\left(1-e^{-x^{2}}\right)^{3}-{\frac {787}{276480}}\left(1-e^{-x^{2}}\right)^{4}-\ \cdots \right)\\&={\frac {2}{\sqrt {\pi }}}\operatorname {sgn}(x){\sqrt {1-e^{-x^{2}}}}\left({\frac {\sqrt {\pi }}{2}}+\sum _{k=1}^{\infty }c_{k}e^{-k\,x^{2}}\right)\end{aligned}}}
Durch geeignete Wahl von {\displaystyle c_{1}} und {\displaystyle c_{2}} ergibt sich daraus eine Näherung, deren größter relativer Fehler bei {\displaystyle \textstyle x=\pm 1{,}3796} kleiner als {\displaystyle \textstyle 3{,}6127\cdot 10^{-3}} ist:
{\displaystyle \operatorname {erf} (x)\approx {\frac {2}{\sqrt {\pi }}}\operatorname {sgn}(x){\sqrt {1-e^{-x^{2}}}}\left({\frac {\sqrt {\pi }}{2}}+{\frac {31}{200}}\,e^{-x^{2}}-{\frac {341}{8000}}\,e^{-2\,x^{2}}\right)}

## Wertetabelle
| {\displaystyle x} | {\displaystyle \operatorname {erf} (x)} | {\displaystyle \operatorname {erfc} (x)} |      | {\displaystyle x} | {\displaystyle \operatorname {erf} (x)} | {\displaystyle \operatorname {erfc} (x)} |
| 0,00              | 0,0000000                               | 1,0000000                                | 1,30 | 0,9340079         | 0,0659921                               |                                          |
| 0,05              | 0,0563720                               | 0,9436280                                | 1,40 | 0,9522851         | 0,0477149                               |                                          |
| 0,10              | 0,1124629                               | 0,8875371                                | 1,50 | 0,9661051         | 0,0338949                               |                                          |
| 0,15              | 0,1679960                               | 0,8320040                                | 1,60 | 0,9763484         | 0,0236516                               |                                          |
| 0,20              | 0,2227026                               | 0,7772974                                | 1,70 | 0,9837905         | 0,0162095                               |                                          |
| 0,25              | 0,2763264                               | 0,7236736                                | 1,80 | 0,9890905         | 0,0109095                               |                                          |
| 0,30              | 0,3286268                               | 0,6713732                                | 1,90 | 0,9927904         | 0,0072096                               |                                          |
| 0,35              | 0,3793821                               | 0,6206179                                | 2,00 | 0,9953223         | 0,0046777                               |                                          |
| 0,40              | 0,4283924                               | 0,5716076                                | 2,10 | 0,9970205         | 0,0029795                               |                                          |
| 0,45              | 0,4754817                               | 0,5245183                                | 2,20 | 0,9981372         | 0,0018628                               |                                          |
| 0,50              | 0,5204999                               | 0,4795001                                | 2,30 | 0,9988568         | 0,0011432                               |                                          |
| 0,55              | 0,5633234                               | 0,4366766                                | 2,40 | 0,9993115         | 0,0006885                               |                                          |
| 0,60              | 0,6038561                               | 0,3961439                                | 2,50 | 0,9995930         | 0,0004070                               |                                          |
| 0,65              | 0,6420293                               | 0,3579707                                | 2,60 | 0,9997640         | 0,0002360                               |                                          |
| 0,70              | 0,6778012                               | 0,3221988                                | 2,70 | 0,9998657         | 0,0001343                               |                                          |
| 0,75              | 0,7111556                               | 0,2888444                                | 2,80 | 0,9999250         | 0,0000750                               |                                          |
| 0,80              | 0,7421010                               | 0,2578990                                | 2,90 | 0,9999589         | 0,0000411                               |                                          |
| 0,85              | 0,7706681                               | 0,2293319                                | 3,00 | 0,9999779         | 0,0000221                               |                                          |
| 0,90              | 0,7969082                               | 0,2030918                                | 3,10 | 0,9999884         | 0,0000116                               |                                          |
| 0,95              | 0,8208908                               | 0,1791092                                | 3,20 | 0,9999940         | 0,0000060                               |                                          |
| 1,00              | 0,8427008                               | 0,1572992                                | 3,30 | 0,9999969         | 0,0000031                               |                                          |
| 1,10              | 0,8802051                               | 0,1197949                                | 3,40 | 0,9999985         | 0,0000015                               |                                          |
| 1,20              | 0,9103140                               | 0,0896860                                | 3,50 | 0,9999993         | 0,0000007                               |                                          |

## Komplexe Fehlerfunktion

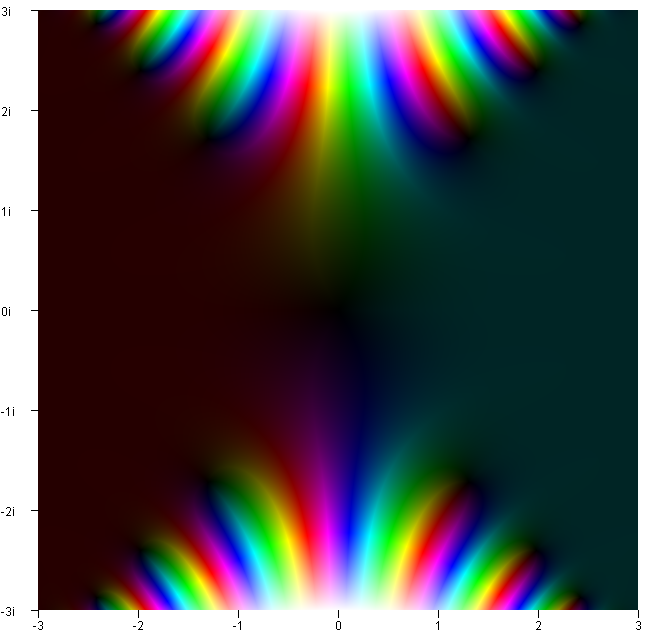
Die komplexe Fehlerfunktion im Bereich und. Der Farbton gibt den Winkel an, die Helligkeit den Betrag der komplexen Zahl.

Die Definitionsgleichung der Fehlerfunktion kann auf komplexe Argumente {\displaystyle z} ausgeweitet werden:
{\displaystyle \operatorname {erf} (z)={\frac {2}{\sqrt {\pi }}}\int _{0}^{z}e^{-\tau ^{2}}\,\mathrm {d} \tau }
In diesem Fall ist {\displaystyle \operatorname {erf} } eine komplexwertige Funktion. Unter komplexer Konjugation gilt
{\displaystyle \operatorname {erf} (z^{*})=\operatorname {erf} (z)^{*}}.

### Imaginäre Fehlerfunktion
Die imaginäre Fehlerfunktion {\displaystyle \operatorname {erfi} (x)} ist gegeben durch
{\displaystyle \operatorname {erfi} (x)={\frac {\operatorname {erf} (\mathrm {i} x)}{\mathrm {i} }}}
mit der Reihenentwicklung
{\displaystyle \operatorname {erfi} (x)={\frac {2}{\sqrt {\pi }}}\sum _{n=0}^{\infty }{\frac {x^{2n+1}}{n!(2n+1)}}={\frac {2}{\sqrt {\pi }}}\left(x+{\frac {x^{3}}{3}}+{\frac {x^{5}}{10}}+{\frac {x^{7}}{42}}+{\frac {x^{9}}{216}}+\dotsb \right)}.
Zur Berechnung können {\displaystyle \operatorname {erf,erfi,erfc} } und weitere verwandte Funktionen auch durch die Faddeeva-Funktion {\displaystyle w(z)} ausgedrückt werden. Die Faddeeva-Funktion ist eine skalierte komplexe komplementäre Fehlerfunktion und auch als relativistische Plasma-Dispersions-Funktion bekannt. Sie ist mit den Dawson-Integralen und dem Voigt-Profil verwandt. Eine numerische Implementierung von Steven G. Johnson steht als C-Bibliothek libcerf zur Verfügung.